# Nainital Cantonment
Nainital Cantonment – miasto w północnych Indiach w stanie Uttarakhand, na pogórzu Himalajów Małych.
Populacja miasta w 2001 roku wynosiła 1281 mieszkańców.